# بيصرية هرتية
البيصرية الهرتية (باللاتينية: Piedraia hortae) هي نوع من الفطريات من الفصيلة البيصرية (باللاتينية: Piedraiaceae) التي تتبع رتبة الدخانيات (باللاتينية: Capnodiales). وهي سبب مرض البيصرية السوداء.